# Meridian Brothers
Meridian Brothers é uma banda de vanguardia fundada em Bogotá em 1998, cuja marca registada é a mistura de diferentes estilos musicais e experimentos sonoros eletrónicos com ritmos colombianos, misturando ritmos do Caraíbas populares como o molho, a cumbia e o vallenato com sons eletrónicos, adoptado na movida psicodélica do ambiente musical latinoamericano.

## Discografia
- 2005: El advenimiento del castillo mujer
- 2009: Este es el Corcel Heroico que nos Salvará de la Hambruna y Corrupción
- 2011: Meridian Brothers VII
- 2012: Desesperanza
- 2013: Devoción (Obras 2005 - 2011)
- 2014: Salvadora Robot
- 2015: Los Suicidas
- 2017: ¿Dónde Estás María?
- 2020: Cumbia Siglo XXI
- 2021: Paz en la tierra
- 2022: Meridian Brothers & El Grupo Renacimiento
- 2024: Mi Latinoamérica Sufre